# Octombrie 1984
Acest articol este generat integral pe baza informațiilor din articolul 1984 și este actualizat periodic de un robot.
 Editările făcute în articol vor fi șterse la următoarea actualizare! Dacă doriți să faceți modificări, editați articolul-sursă.

ianuarie -
februarie -
martie -
aprilie -
mai -
iunie -
iulie -
august -
septembrie -
octombrie -
noiembrie -
decembrie
Octombrie 1984 a fost a zecea lună a anului și a început într-o zi de luni.

## Evenimente
- 19 octombrie: În Republica Populară Polonă este asasinat disidentul Jerzy Popiełuszko.
- 31 octombrie: Prim-ministrul indian, Indira Gandhi, este asasinată de doi membri ai gărzii de corp.

## Nașteri
- 2 octombrie: Marion Bartoli, jucătoare franceză de tenis
- 2 octombrie: Gabriel Cristian Velcovici, fotbalist român
- 4 octombrie: Bogdan Alexandru Dolha, fotbalist român
- 4 octombrie: Lena Katina, cântăreață rusă
- 5 octombrie: Krzysztof Mikołajczak, scrimer polonez
- 6 octombrie: Emilia Turei, handbalistă rusă
- 7 octombrie: Néstor Ortigoza (Néstor Ezequiel Ortigoza), fotbalist paraguayan
- 8 octombrie: Mihai Mincă (Mihai Adrian Mincă), fotbalist român (portar)
- 10 octombrie: Ion Paladi, cântăreț din R. Moldova
- 14 octombrie: Celia (Cristina Ioana Socolan), cântăreață română
- 15 octombrie: Cristian Oroș, fotbalist român
- 15 octombrie: Dacian Șerban Varga, fotbalist român (atacant)
- 16 octombrie: Eugeniu Cebotaru, fotbalist din R. Moldova
- 16 octombrie: Roberto Hilbert, fotbalist german
- 16 octombrie: Mihai Roman, fotbalist român
- 16 octombrie: Shayne Ward (Shayne Thomas Ward), cântăreț britanic
- 18 octombrie: José Nadson Ferreira, fotbalist brazilian
- 18 octombrie: Freida Pinto, actriță indiană
- 18 octombrie: Milo Yiannopoulos, jurnalist britanic
- 18 octombrie: Lindsey Vonn, schioară americană
- 19 octombrie: Claudia Pavel, cântăreață română
- 20 octombrie: Mitch Lucker (Mitchell Adam Lucker), muzician american (d. 2012)
- 20 octombrie: Cosmina Stratan, actriță română
- 21 octombrie: Jelena Jovanova, actriță macedoneană
- 22 octombrie: Anca Pop, cântăreață română (d. 2018)
- 25 octombrie: Katy Perry (n. Katheryn Elizabeth Hudson), cântăreață și compozitoare americană

## Decese
Vasile Coroban, 74 ani, scriitor din R. Moldova (n. 1910)
Henri Michaux, 85 ani, poet, scriitor și pictor belgian (n. 1899)
Dumitru Murărașu, 87 ani, jurnalist român (n. 1896)
Jerzy Popiełuszko, 37 ani, preot catolic disident polonez (n. 1947)
Vadim Kojevnikov, 75 ani, scriitor sovietic (n. 1909)
Ion Finteșteanu, 85 ani, actor român (n. 1899)
Louis Herman De Koninck, 88 ani, arhitect belgian (n. 1896)
François Truffaut, 52 ani, actor, regizor de film, critic de cinema și scenarist francez (n. 1932)
Marcel Brion, 88 ani, scriitor francez (n. 1895)
Eduardo De Filippo, 84 ani, actor italian (n. 1900)
Indira Gandhi (n. Indira Priyadarshini Gandhi), 66 ani, politiciană indiană, prim-ministru al Indiei (1966-1977), (n. 1917)